# 瓜生堂駅
瓜生堂駅（うりゅうどうえき）は、大阪府東大阪市瓜生堂および西岩田に建設が計画されている、近鉄奈良線と大阪モノレール本線の駅である。2029年の開業が計画されている。

## 概要
現在大阪空港駅から門真市駅まで開業している大阪モノレール本線は、元々大阪国際空港から大阪中央環状線に沿って堺泉北臨海工業地帯を結ぶという構想があり、2004年（平成16年）に答申された「近畿地方交通審議会答申第8号」では「京阪神圏において、中長期的に望まれる鉄道ネットワークを構成する新たな路線」として、門真市から南進して東大阪市で近鉄奈良線と接続する計画が示されていた。
運営母体である大阪高速鉄道（現在の大阪モノレール）の黒字化もあり、2013年（平成25年）に大阪府庁内で延伸計画の具体化が検討され、2018年（平成30年）7月11日付で大阪高速鉄道が軌道法第3条に基づく運輸事業特許（門真市 - 瓜生堂間8.9キロメートルの延伸）を国土交通大臣宛に申請、これが2019年（平成31年）3月19日付で申請通り特許されたことにより計画が実施される見通しとなった。
駅設置場所は近鉄奈良線の若江岩田駅と八戸ノ里駅のほぼ中間に位置しており、近鉄奈良線との接続駅も新設される計画となっている。また、大阪モノレールの車両基地も併設される計画となっている。

## 歴史
- 2016年（平成28年）1月15日：大阪府の戦略本会議において、大阪モノレールの延伸計画の方針が決定[5]。
- 2018年（平成30年）7月11日：大阪高速鉄道（当時）が瓜生堂までの延伸についての軌道法に基づく特許を申請。
- 2019年（平成31年）3月19日：国土交通大臣が延伸計画を特許。

なお、今後は大阪府の都市計画決定などが予定されている。